# 밀라노 고고학 박물관
밀라노 시립 고고학 박물관(이탈리아어: Civico Museo Archeologico di Milano)은 이탈리아 밀라노의 고고학 박물관이다. 옛 산 마우리치오 알 모나스테로 마조레 교회와 나란히 있는 마조레 수도원에 위치해 있으며, 마젠타로 (Corso Magenta)에 입구를 두고 있다.

## 전시
마젠타로 쪽 제1전시구역에는 기원전 4세기에 건설되어 기원전 222년 고대 로마에 정복된 오늘날 밀라노의 전신, 메디올라눔 (Mediolanum)에 대해 다루고 있다. 지하에는 간다라 미술을 다루는 작은 코너도 존재한다.
과거 수도원의 흔적으로 남아 있는 안쪽 회랑에서는 로마 유적(서기 1~3세기)과 두 개의 중세 탑이 보이며, 제1전시구역과 니로네가 방면에 들어선 신관을 잇는다. 신관은 총 4층 규모로서 중세 전기관, 에트루리아관, 고대 그리스관과 특별전시실이 있다.
이 회랑을 따라 고대 로마의 조각상과 무덤이 전시되어 있으며, 3세기 말에 세워진 다각형 탑이 있다. 이 탑에는 도메니코 팔라디노가 기증한 본인의 조각상이 노출되어 있었으며, 13세기 프레스코화와 어우러져 있다.
선사 시대와 이집트 문명 관련 소장품은 스포르체스코성의 이집트 박물관에 전시중이다.

## 사진

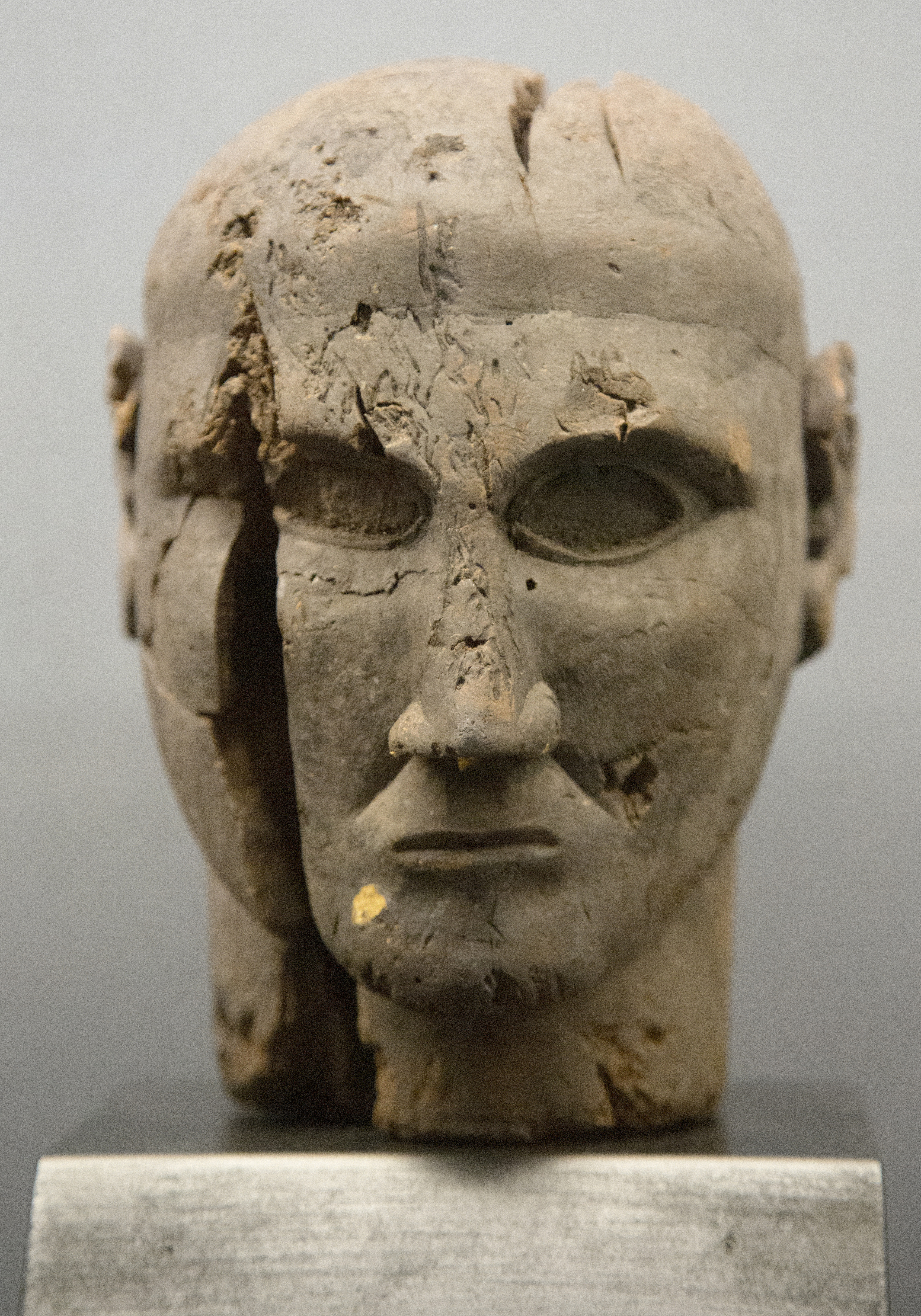
에트루리아의 배나무 두상 (기원전 7세기)
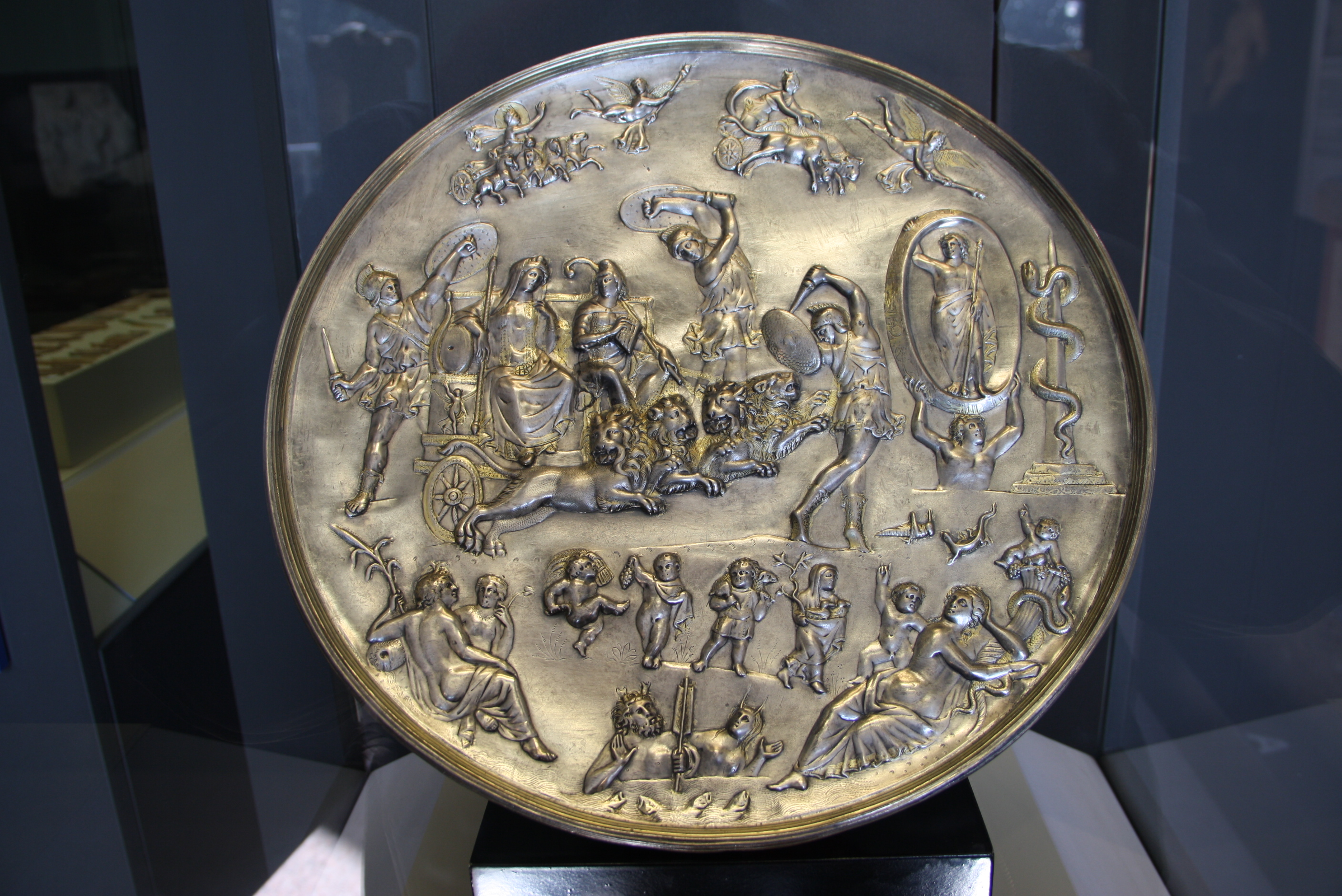
파라비아고 접시
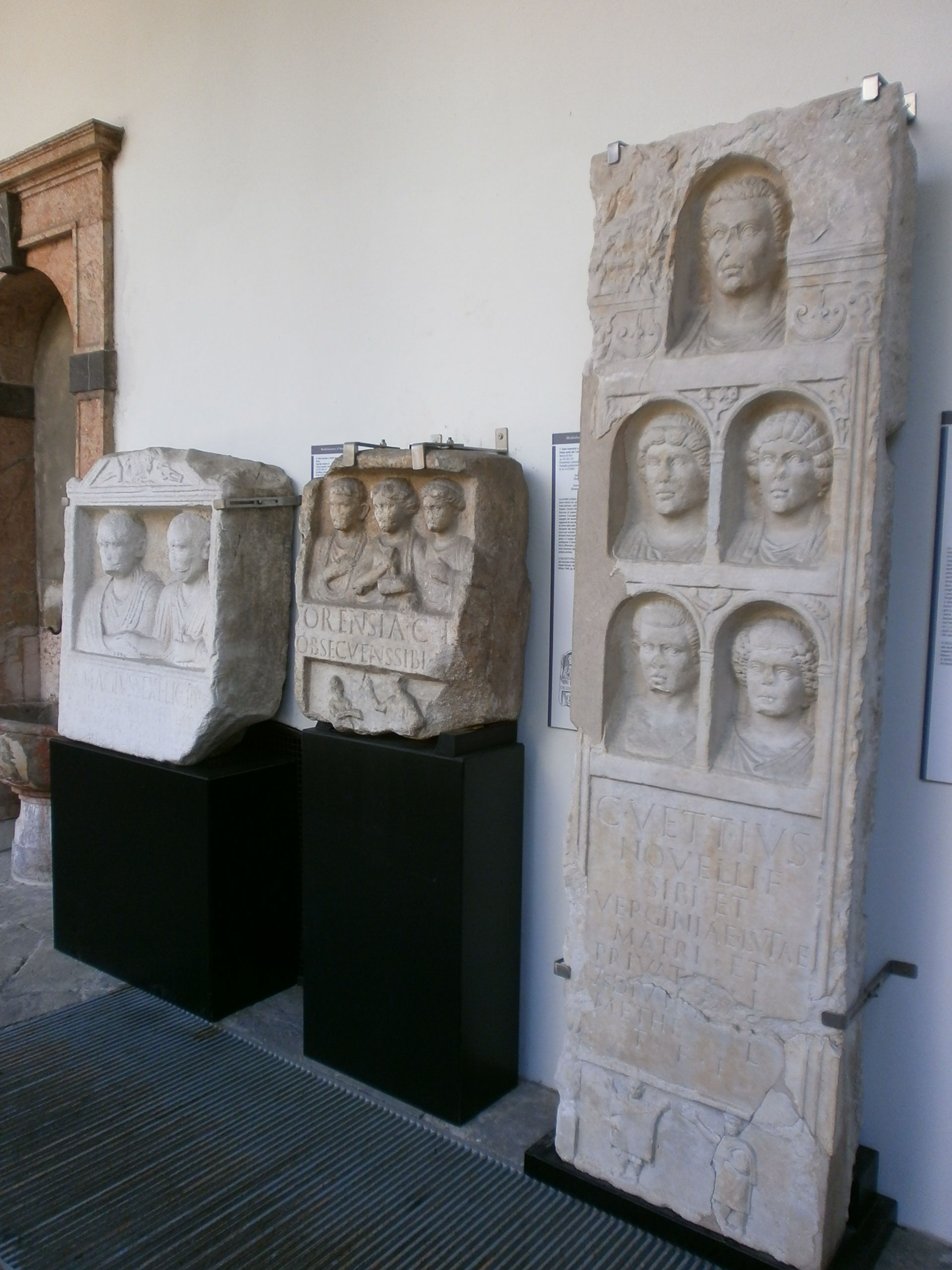
고대 로마의 묘비 (서기 1세기)
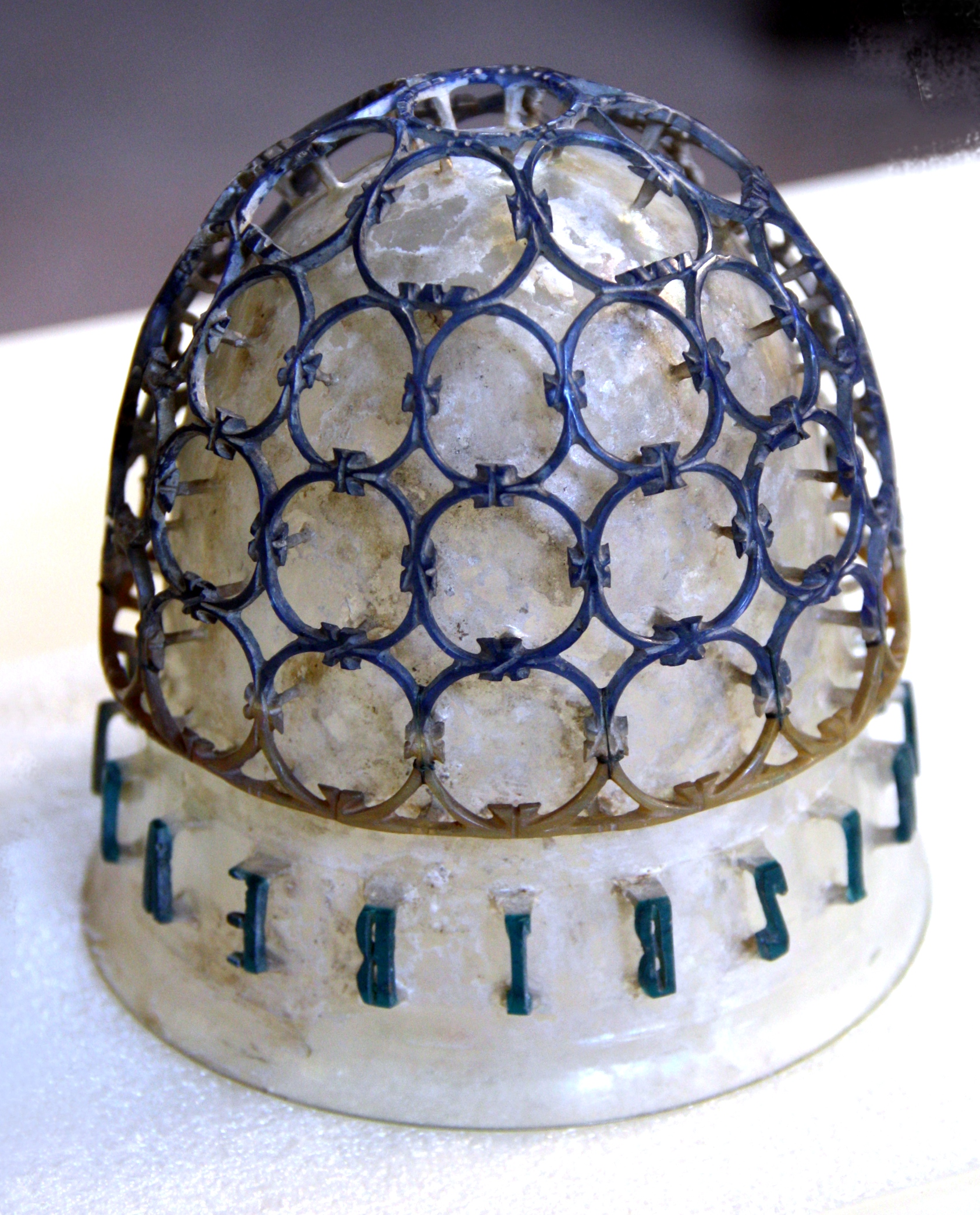
밀라노의 케이지컵
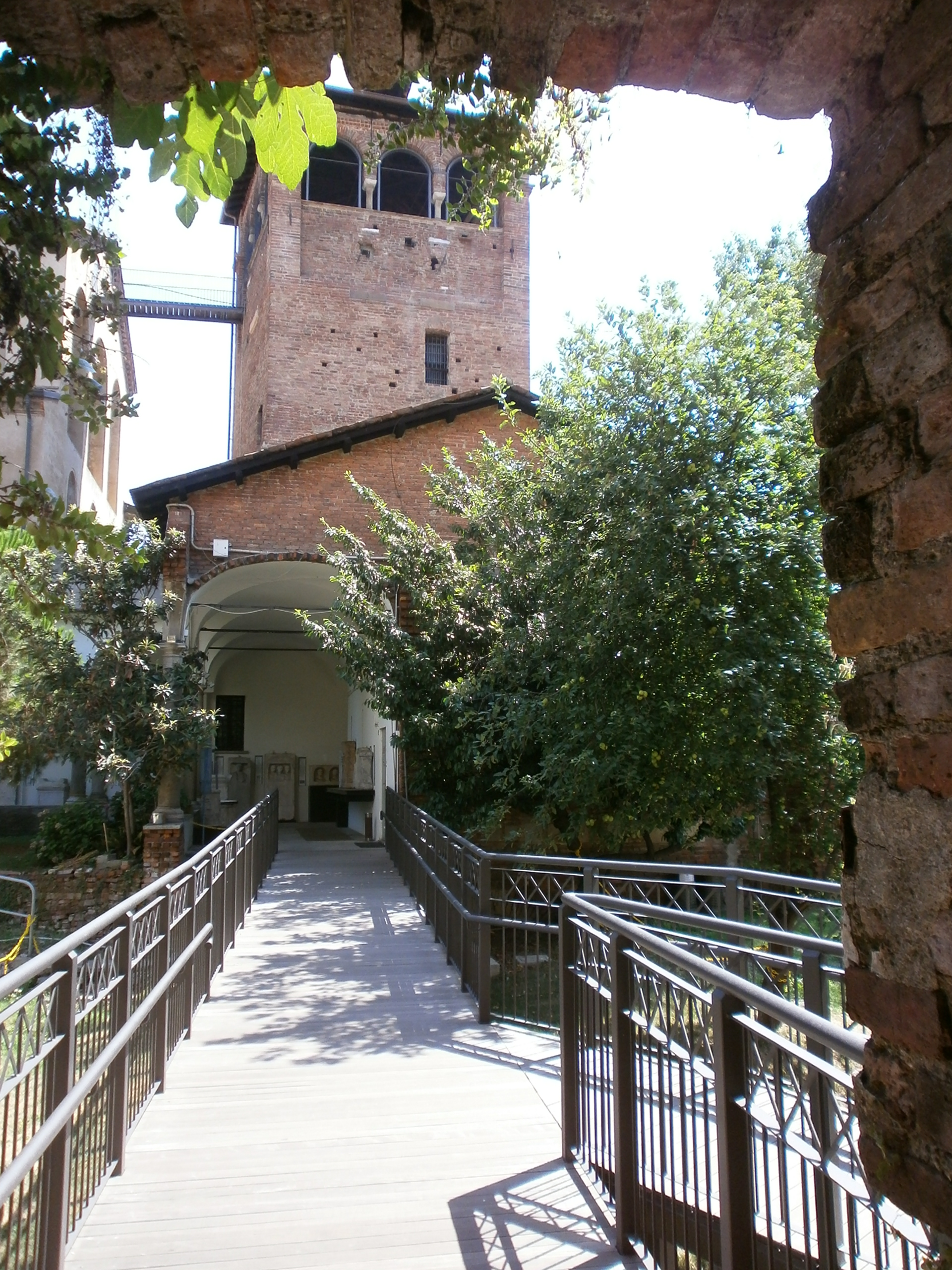
내부 회랑
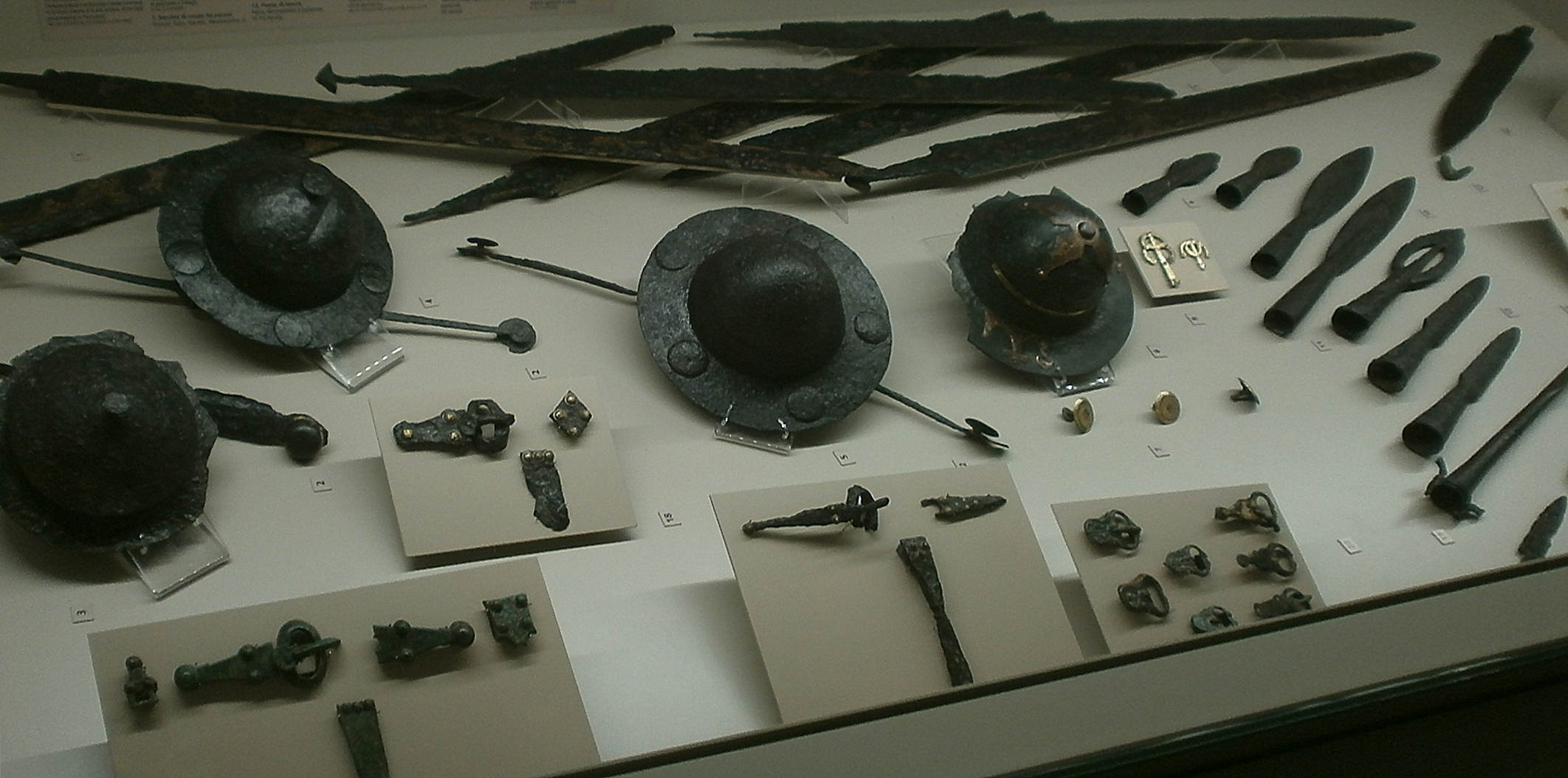
출토 유물
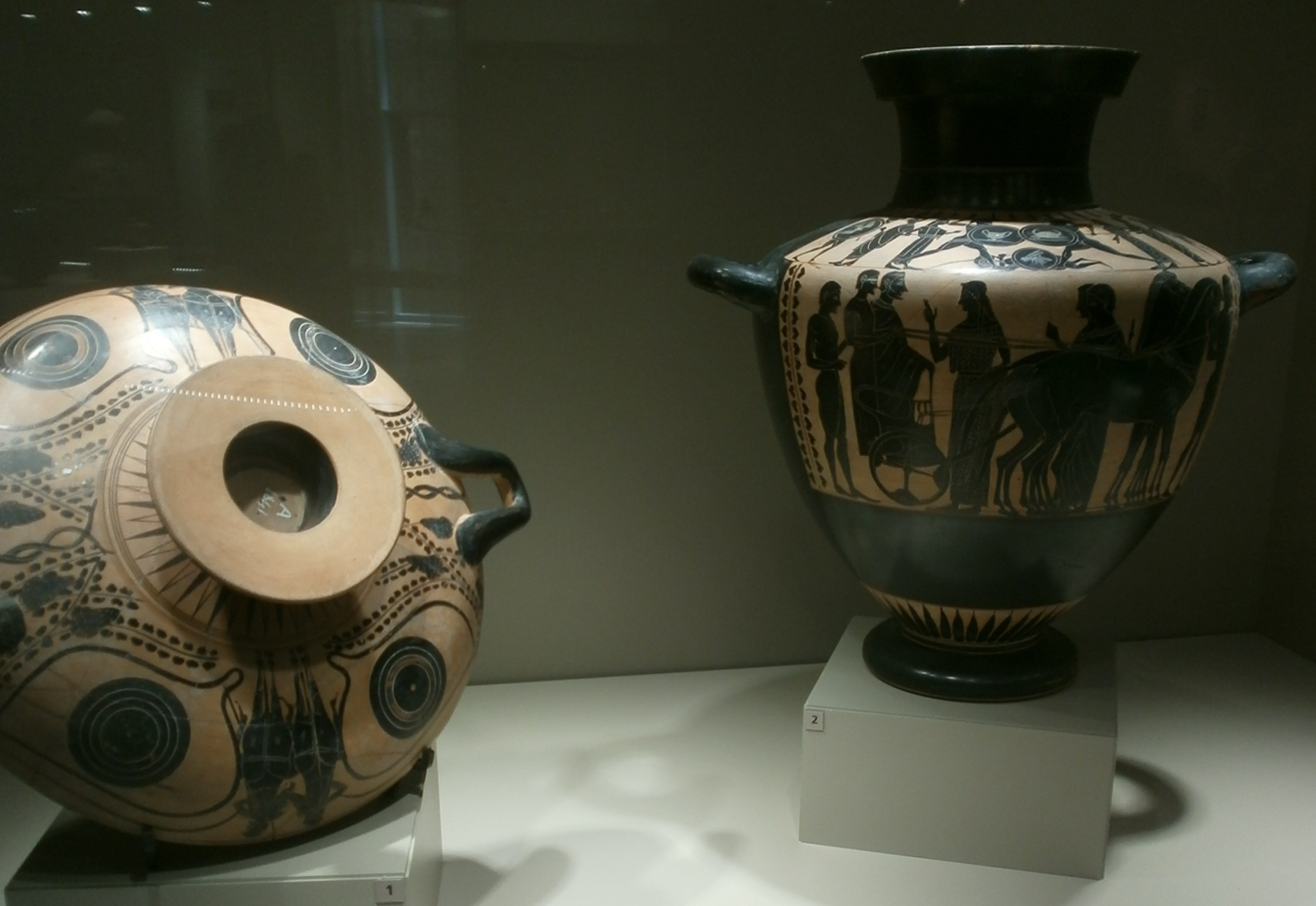
고대 그리스의 항아리
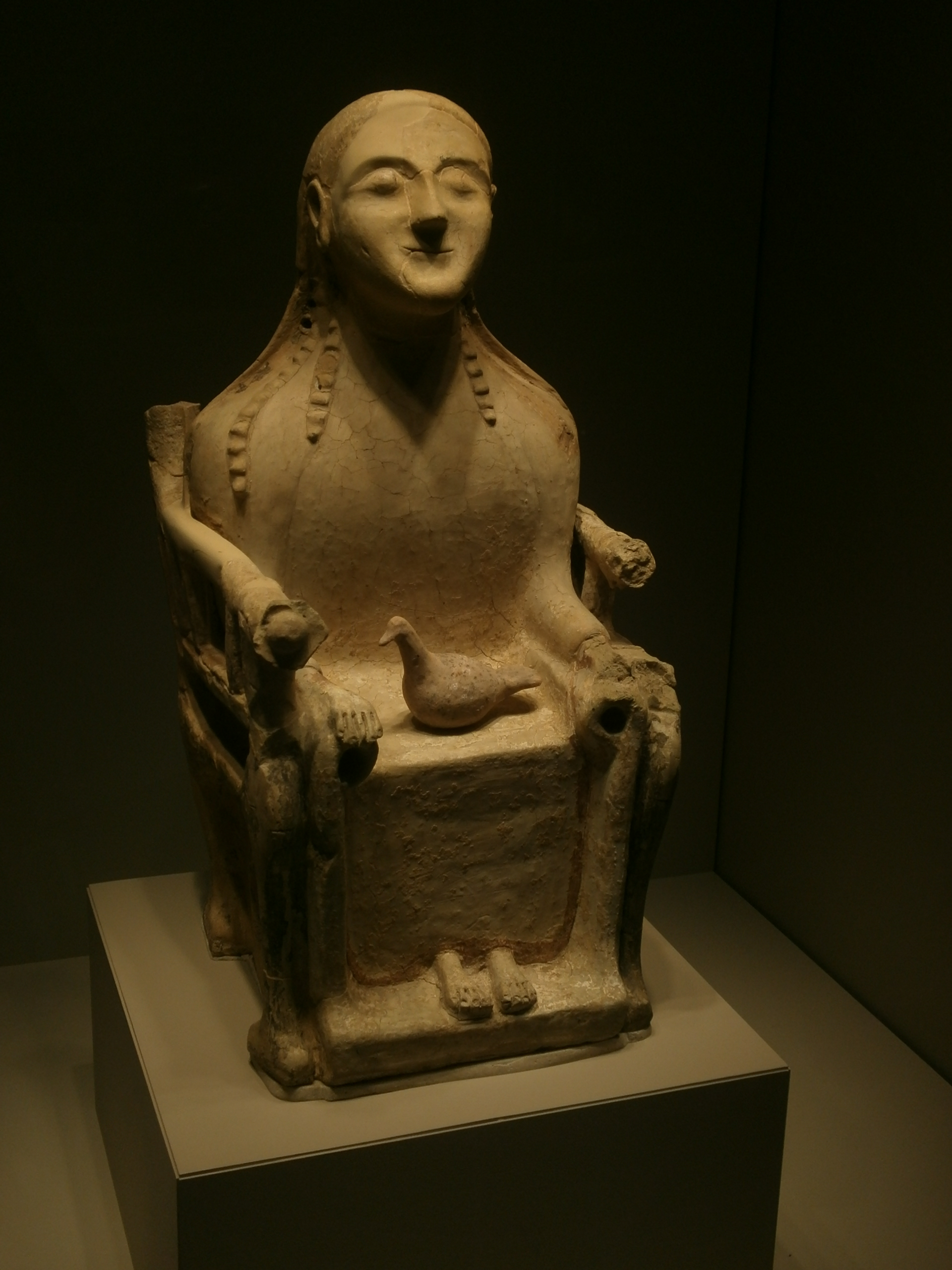
왕좌에 앉은 신의 조각상 (기원전 5세기)
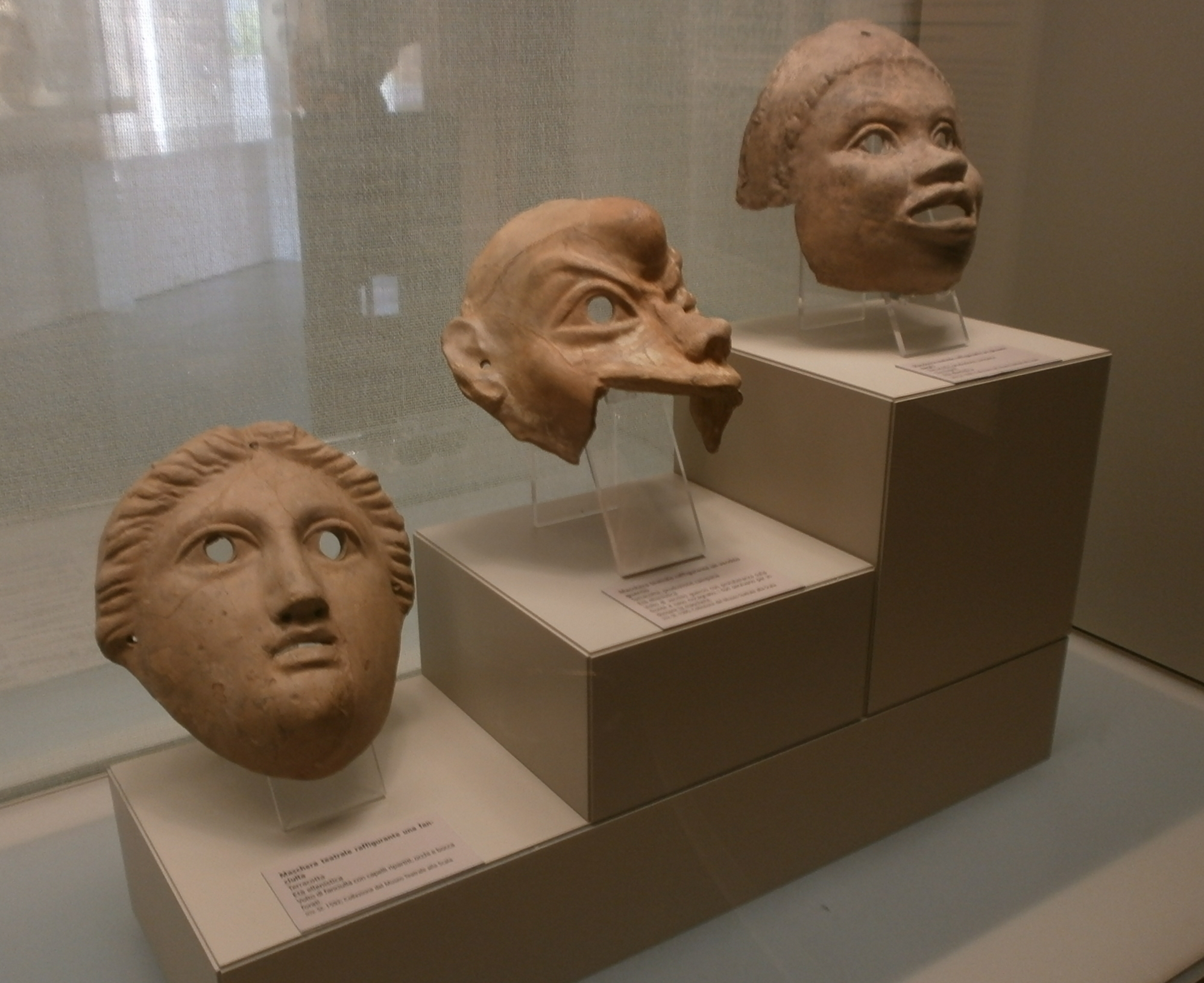
고대 그리스의 연극용 가면
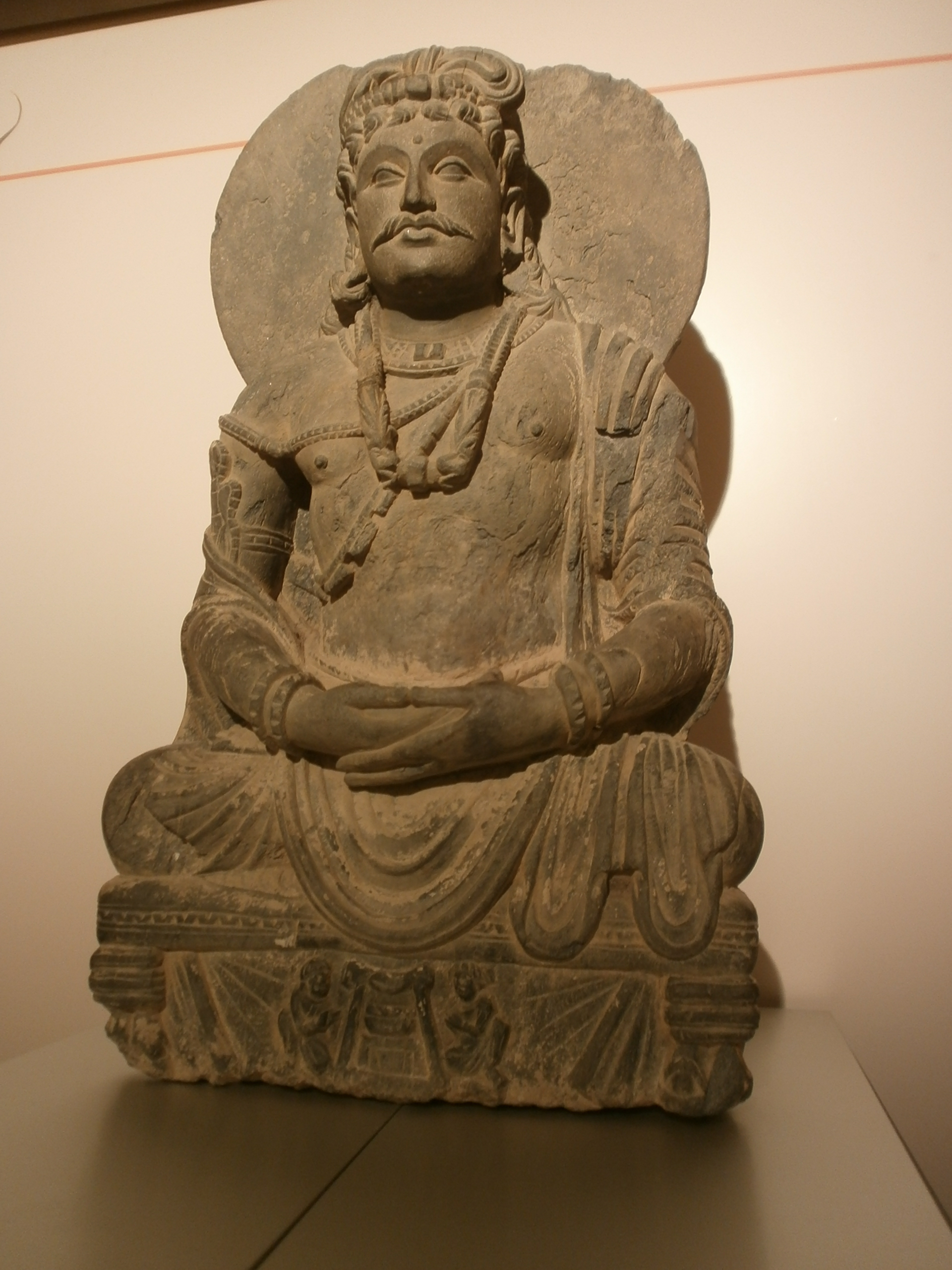
간다라의 보살좌상
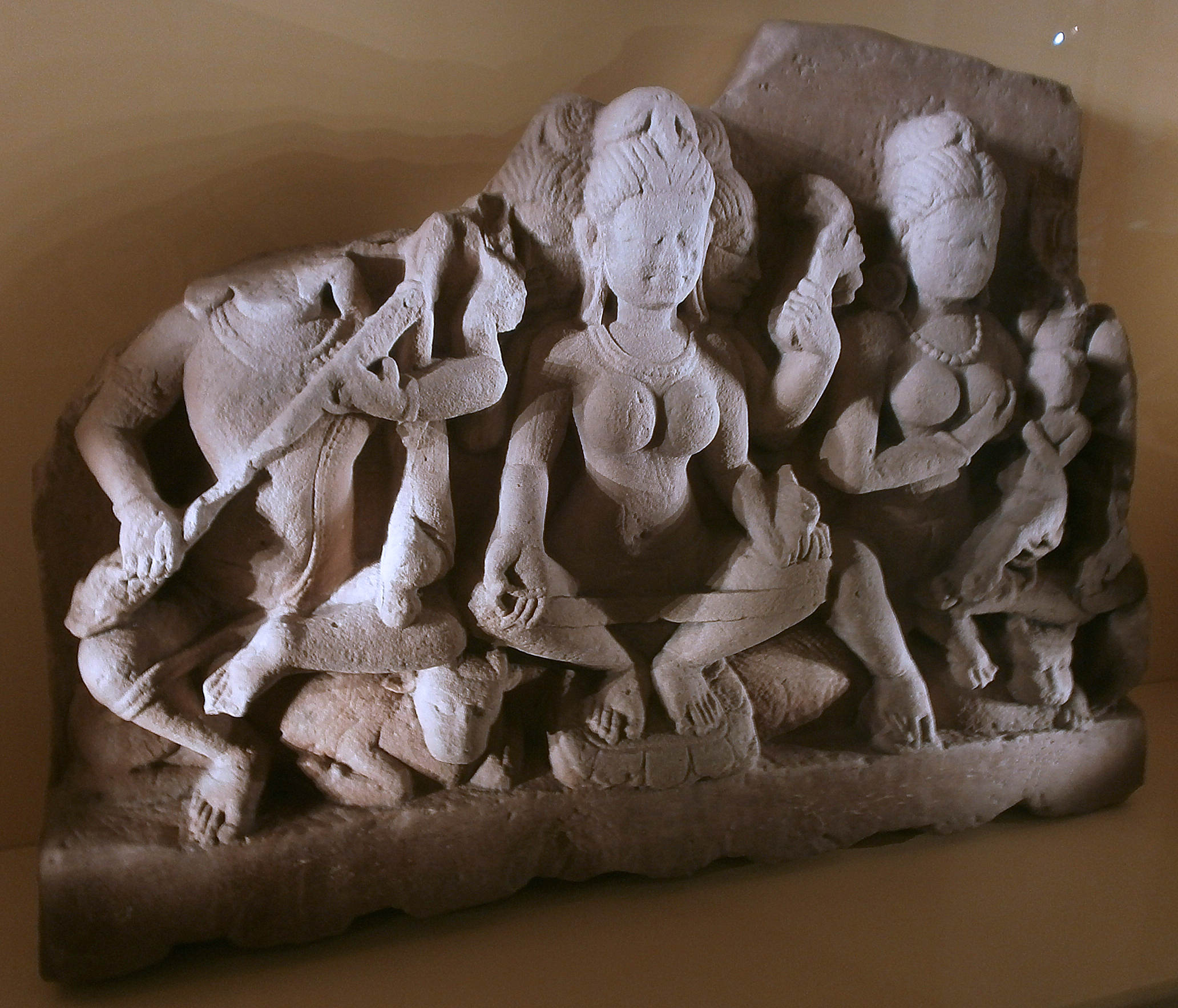
시바와 어머니 석상 (10세기, 인도)
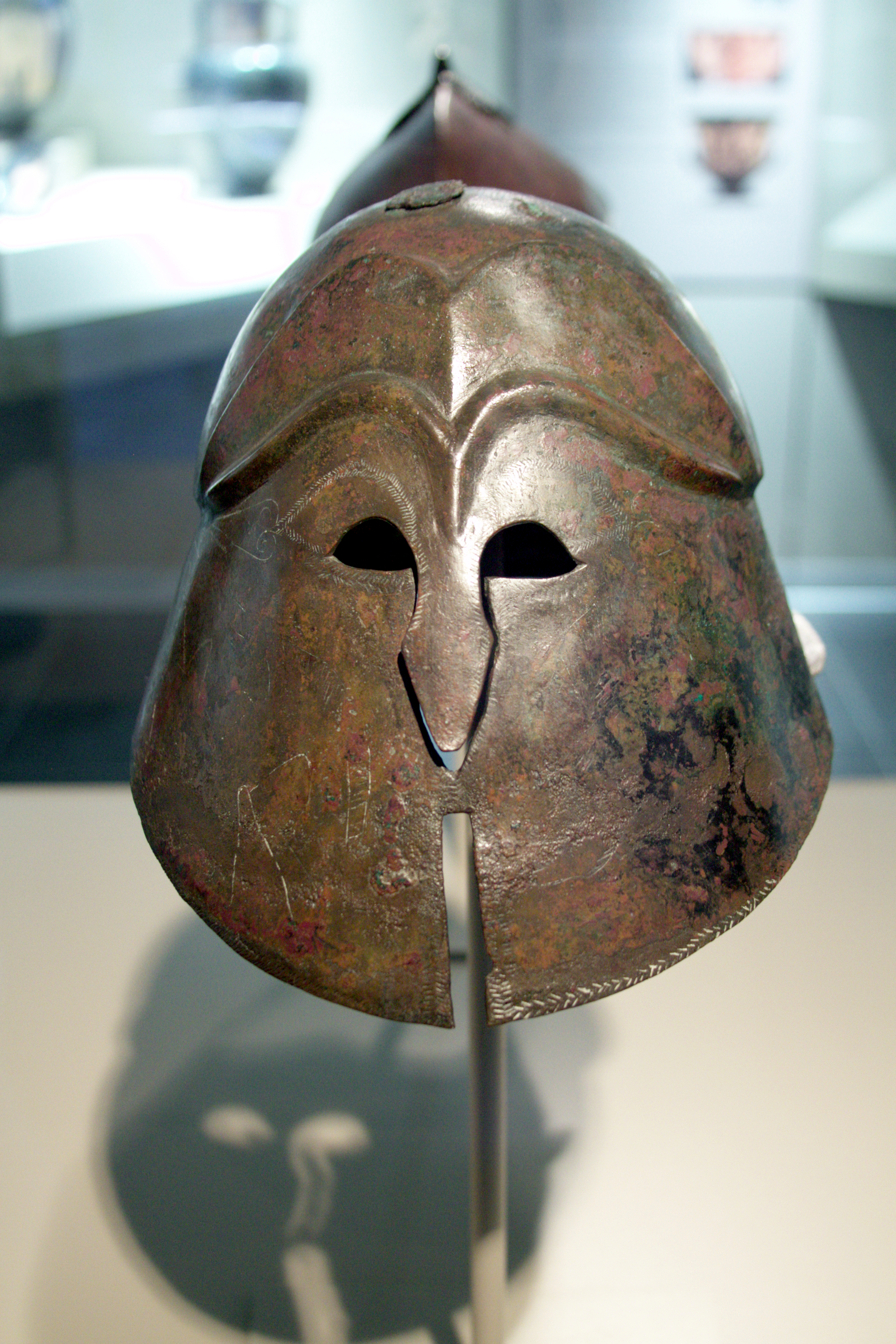
이탈리아-코린트 투구 (기원전 450년~400년)
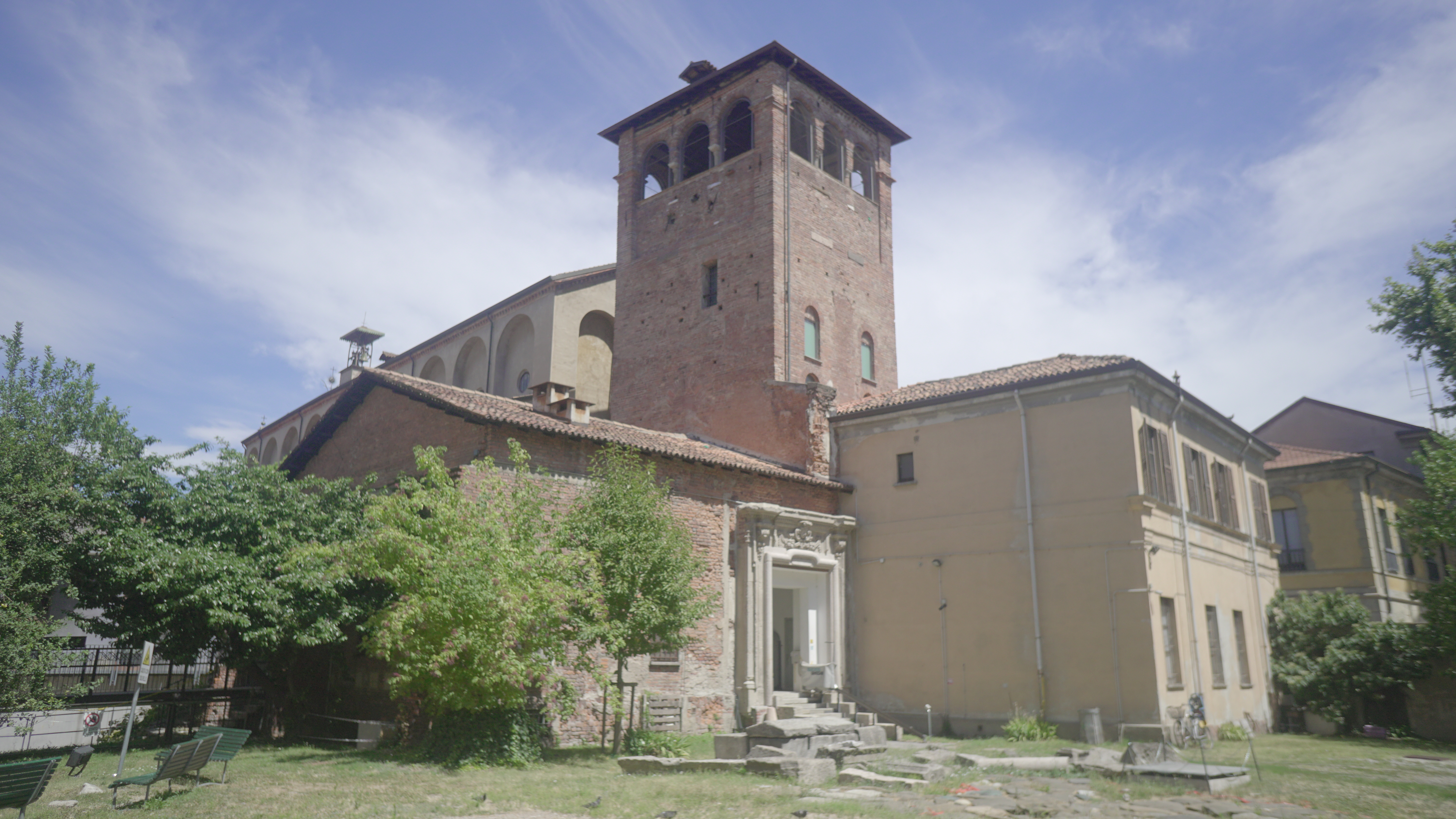
고고학 박물관 내부의 탑
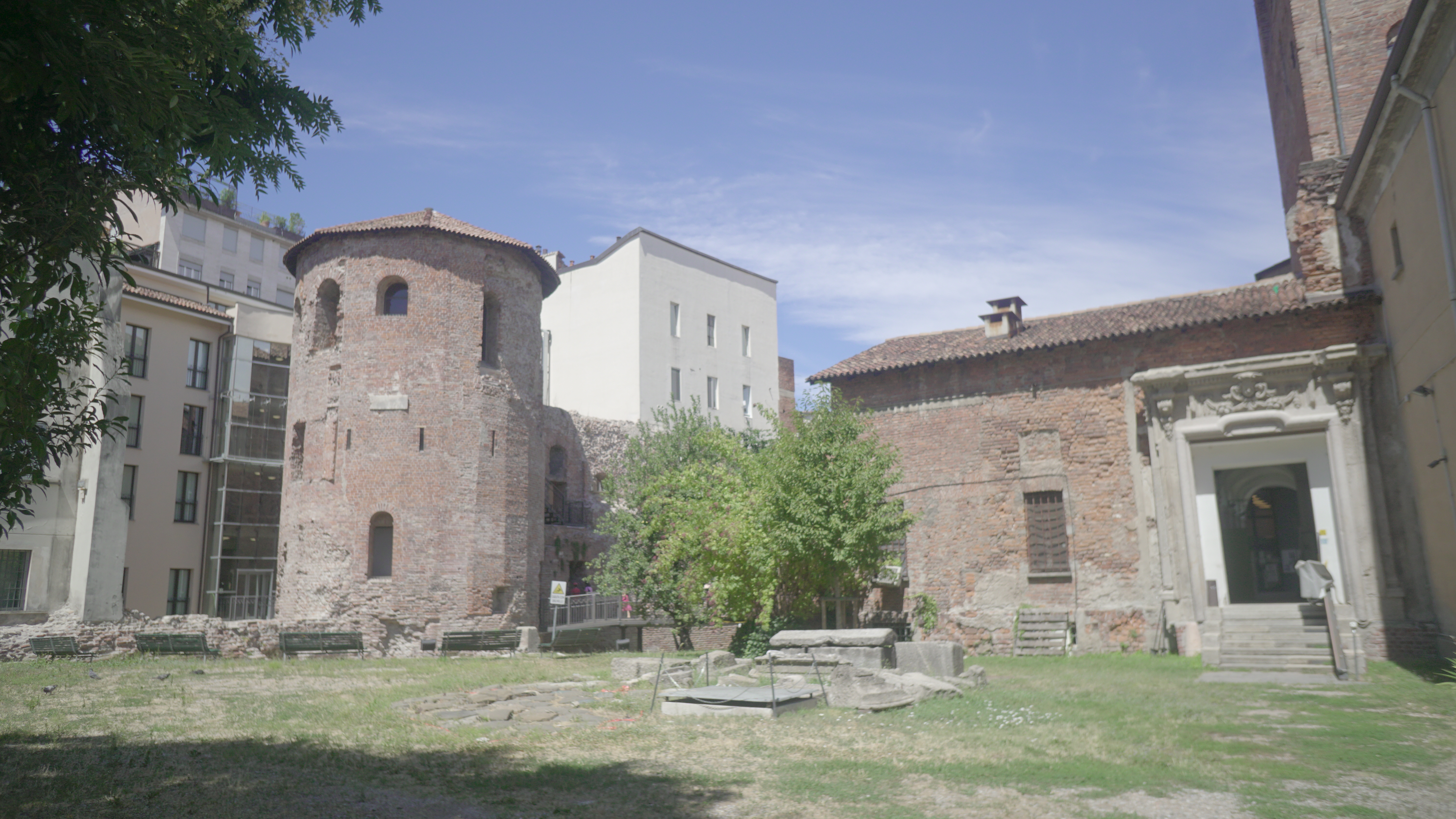
고고학 박물관 내부의 로마 성벽